# パレマルシェ西可児

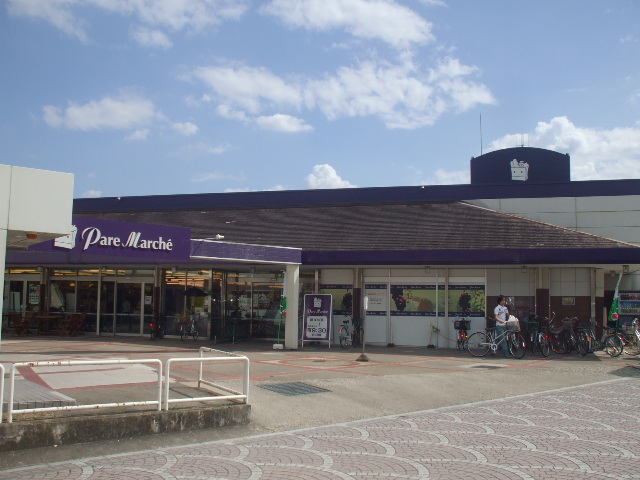
全体観

パレマルシェ西可児（ぱれまるしぇにしかに）とは、岐阜県可児市帷子にあるオークワが運営する店舗である。
パレマルシェでは唯一衣料館を設けている。

## 概要
2005年（平成17年）に名鉄パレから継承された。
神宮店や常滑店などとともに純水サービス提供店舗。

## 名鉄パレ時代の岐阜県の店舗状況
岐阜県にはかつて多くの名鉄パレ店があった。2005年（平成17年）の継承直前にも同店をはじめ、岐阜県内に3店舗存在していた。
また、可児市にはかつて2店舗存在した時代もあり、最多で8店舗あった時代もあった。
しかし、業績不振などで岐阜市の忠節店、可児市の今渡店、各務原市の那加店、多治見市のホワイトタウン店など多くの店舗が閉店となり、パレマルシェに継承されたのはこの西可児店のみであったが、2009年（平成21年）9月6日、旧新岐阜百貨店跡地に開業した商業施設ECT（イクト）内に名鉄岐阜店が開店し、現在、岐阜県内には2店舗存在している。
なお、継承直前に残っていたのは多治見市の多治見駅前店と美濃加茂市の太田店であったが、多治見駅前店は食品テナントがパレ関連から撤退し、多治見近辺を中心に展開するパワーズに移行されたが、美濃加茂太田店に関しては、中身を空にした状態である。なお、太田店と同様、愛知県津島市の津島店も空洞化されてしまった。

## 営業時間・定休日

### 食品館
- 月曜日～土曜日：7:00～21:30

### 衣料館
- 月曜日～日曜日：9:00～20:00

### 西可児薬局
- 月曜日～日曜日：10:00～19:00

## テナント

### 1階
- 西可児薬局
- 十六銀行（ATM）

### 2階
- パソコン教室かるん
- ヤマハ音楽教室

## アクセス
- 名鉄広見線 西可児駅下車、徒歩ですぐ（西可児駅のほぼ目の前の位置）。
- 駐車場完備（駐車台数150台、駐輪台数100台）。

## その他
近隣には多治見市に本社を置くバローが運営するバロー西可児店や、生鮮食品販売店も存在し、競合店が多い地区でもある。
また、当店舗には十六銀行のATMが設置されているが、バロー西可児店にも設置されている上に、近くには十六銀行の支店まで存在する。